# Assemblée provinciale de Lomami
Bureau définitif
Kabinda
L'Assemblée provinciale de Lomami est l'organe délibérant de la province de Lomami, en république démocratique du Congo. Elle joue un rôle central dans la gouvernance provinciale, notamment en matière de législation, de contrôle des actions du gouvernement provincial et de représentation des citoyens.

## Historique
L'assemblée provinciale de Lomami a été instituée en 2015, à la suite de la découpe administrative qui a donné naissance à plusieurs nouvelles provinces en République démocratique du Congo, conformément à la constitution de 2006. Cette réforme visait à rapprocher les institutions des populations et à améliorer la gouvernance locale.

### Siège
Le siège de l'assemblée provinciale est situé dans la ville de Kabinda, capitale de la province de Lomami. Le bâtiment abritant l'assemblée est un symbole de l'autonomie provinciale et accueille les sessions plénières ainsi que les activités des commissions.

## Corps et structure

### Membres
L'assemblée provinciale de Lomami est composée de députés provinciaux élus au suffrage universel direct lors des élections provinciales. Leur mandat est de cinq ans. Le nombre total de membres est déterminé en fonction de la population de la province.

### Bureau de l'assemblée
Le Bureau de l'assemblée provinciale est l'organe dirigeant chargé de coordonner les travaux de l'institution. Il est composé d'un président, d'un vice-président, d'un rapporteur, d'un rapporteur adjoint et d'un questeur. Ce bureau est élu par les membres de l'assemblée pour un mandat de cinq ans,,,.

### Commissions permanentes
L'assemblée compte plusieurs commissions permanentes, chacune spécialisée dans un domaine particulier, tels que les finances, l'éducation, la santé ou encore les infrastructures. Ces commissions préparent les dossiers pour les débats plénières et veillent à l'application des décisions prises.

## Rôles et missions
L'assemblée provinciale de Lomami a pour principales missions :
- Adopter les édits provinciaux : L’Assemblée vote les textes de loi applicables à la province.
- Contrôler l’exécutif provincial : Elle surveille l’action du gouvernement provincial et peut sanctionner ses membres en cas de mauvaise gestion[8].
- Représenter les populations : Les députés provinciaux défendent les intérêts des citoyens et veillent à ce que leurs préoccupations soient prises en compte[9].

## Défis et enjeux
Malgré son importance, l'Assemblée provinciale de Lomami fait face à plusieurs défis, notamment :
- Manque de ressources financières : Les limites budgétaires entravent souvent le bon fonctionnement de l'institution.
- Renforcement des capacités : Les députés et le personnel administratif nécessitent parfois des formations supplémentaires pour remplir efficacement leurs fonctions.
- Rapprochement avec les citoyens : Favoriser la participation citoyenne dans les processus décisionnels reste un enjeu majeur.
- Lutte contre la corruption : Assurer la transparence dans la gestion des affaires publiques demeure une priorité[10].

L'assemblée provinciale de Lomami continue d'œuvrer pour relever ces défis et renforcer son rôle dans le développement de la province.